# イーシス
イーシスは、D-High-LoW(ヒロ)のソロプロジェクト名称。
作詞・作曲・編曲・デザイン・ライブの構成、演出・衣装など様々なことを手掛けるボーカリスト。
★2014年、表記を「isis+」 ⇒「イーシス」に変更
★2019年までAkeeeeemと2人組で活動、Akeeeeemは現在も作曲家としてイーシスに携わる

## 概要
出身地である福岡（九州）と東京（関東）とを行き来するW拠点で日本全国で活動中。
インストアライブやイベント出演などをメインに「喜癒愛楽」をライブテーマに活動中。
ライブ活動・レギュラーラジオ番組・ネット番組・TV番組出演・独特なBLOGなどで知名度を上げている。
ヒロはアイドルグループLinQ・GOL★HAFへの楽曲提供やソフトバンクモバイル・保育園園歌・CMソング・BGM制作・多種多様なアーティストへの楽曲提供も行っている。
ソフトバンクホークス・侍JAPAN 上林誠知選手の為に書き下ろされた楽曲「HERO」が登場曲として使用されている。
著名なソフトバンクホークスファンがリレー形式で歌う映像「いざゆけ若鷹軍団（ WE=KYUSHUバージョン）」にも出演。
（出演：王貞治さん・藤井フミヤさん・黒木瞳さん・原口あきまささん・おすぎさん・森口博子さん・琴奨菊さん・獣神サンダー・ライガーさん・博多華丸・大吉さん・中村あゆみさん・HKT48さん・鮎川誠さん・バカリズムさん）
プロ野球選手のトークショーのMCなども務める喋れる歌手。

## メンバー
D-High-LoW（ヒロ）
- ボーカル・作詞・作曲担当

＜元メンバー＞
Akeeeeem（アキーム）
- ギター・作曲・アレンジ担当

Cu-Ta（クータ）
- DJ・BASS・SAX